# 사일런트 케이
사일런트 케이는 대한민국의 가수다. 2019년 싱글 《I Know》로 데뷔했다.

## 방송
- 하고싶은말을해라 1 (2020) - Top16

## 음반
- I Know (2019)
- Dress (2020)
- I HAVE A BIG DREAMS (2020)
- REMINISCENCE (2021)
- VOLCANO (2022) Double Single
- ILLEGAL TO REPENT (2022) LP